# 列西夫卡 (薩赫諾夫希納區)
49°2′51″N 36°5′22″E / 49.04750°N 36.08944°E
列西夫卡（烏克蘭語：Лесівка），是烏克蘭東部的村莊，隸屬哈爾科夫州的別列斯京區。該村始建於1890年，面積0.13平方公里，海拔高度140米，2001年人口17，人口密度每平方公里130.8人。